# Семейный просмотр
«Семейный просмотр» (англ. Family Viewing) — художественный фильм режиссёра Атома Эгояна. Фильм также известен под названием «Смотрины». Выпущен фильм в Канаде в 1987 году. В фильме поднята проблема семейных отношений — взаимоотношений отца и сына. Фильм был отмечен кинокритиками — он получил приз ФИПРЕССИ на международном кинофестивале в Локарно.

## Сюжет
Молодой парень Ван скоро должен окончить школу. Живёт Ван вместе со своим отцом Стэном и старенькой бабушкой Армен, имеющей армянское происхождение. Мать Вана с ними не живёт. Видимо поэтому парень и проводит много времени со своей бабушкой, он к ней сильно привязан.
Отцу же эта привязанность не нравится и он отдаёт свою мать в дом престарелых. Сам Стэн хочет забыть свою семейную жизнь, этим отчасти и объясняется его поступок. Ван навещает бабушку в доме престарелых, он мечтает забрать её оттуда. Там он знакомится с девушкой Элин, её мать находится на соседней койке с бабушкой Вана. Элин обещает помочь Вану забрать бабушку.
Кроме того Ван находит в доме видеокассеты, на которых запечатлены кадры из семейной жизни его отца и из его детства. Ван видит его отношения с мамой, отцом и бабушкой. После увиденного Ван решает освободиться от влияния своего отца и изменить свою жизнь.

## В ролях
- Эйдан Тирни — Ван
- Дэвид Хемблен — Стэн
- Селма Кекликиян — Армен
- Габриэлл Розе — Сандра
- Арсине Ханджан — Элин